# Grubbvattnet (Frostvikens socken, Jämtland, 716542-144459)
Grubbvattnet är en sjö i Strömsunds kommun i Jämtland och ingår i Ångermanälvens huvudavrinningsområde. Sjön har en area på 0,264 kvadratkilometer och ligger 641 meter över havet. Grubbvattnet ligger i Frostvikenfjällen Natura 2000-område.

## Delavrinningsområde
Grubbvattnet ingår i det delavrinningsområde (716452-144418) som SMHI kallar för Utloppet av Grubbvattnet. Medelhöjden är 712 meter över havet och ytan är 3,16 kvadratkilometer. Räknas de 2 avrinningsområdena uppströms in blir den ackumulerade arean 8,51 kvadratkilometer. Vattendraget som avvattnar avrinningsområdet har biflödesordning 6, vilket innebär att vattnet flödar genom totalt 6 vattendrag innan det når havet efter 295 kilometer. Avrinningsområdet består mestadels av skog (77 procent) och kalfjäll (15 procent). Avrinningsområdet har 0,26 kvadratkilometer vattenytor vilket ger det en sjöprocent på 8,3 procent.